# Gordon William Kirby
Gordon William Kirby (* 20. Juni 1934, Wallasey, Cheshire; † 6. Mai 2011) war als Nachfolger von Ralph Raphael von 1972 bis 1997 Regius Professor of Chemistry an der University of Glasgow.

## Leben
Kirby wurde am 20. Juni 1934 als Sohn von William Admiral Kirby und dessen Frau, Frances Teresa Kirby, geborene Townson geboren. Er studierte Chemie am Gonville and Caius College der University of Cambridge. 1955 erreichte er seinen Bachelor (B.A.) über M.A. bis zum D.Sc., 1958. Er wechselte an das Imperial College London, wo er 1958 bis 1967 Vorlesungen hielt. 1967 wurde er zum Professor für organische Chemie der Loughborough University in Loughborough berufen. 1972 wurde er zum Regius Professor an der University of Glasgow ernannt.

## Ehrungen und Auszeichnungen
1956 gewann Kirby den Schuldham Plate postgraduate Prize des Gonville und Caius Colleges. 1969 wurde er mit dem Corday-Morgan-Preis der Royal Society of Chemistry ausgezeichnet und 1974 mit der Tilden Lectureship der Royal Society. 1975 wurde er zum Fellow der Royal Society of Edinburgh berufen.

## Forschung
Kirby spezialisierte sich auf die organische Chemie, wo er die Reaktivität und die Eigenschaften von organischen Stickstoffverbindungen untersuchte.

## Schriften (Auswahl)
- (1973) Microwave spectrum and structure of nitrosyl cyanide (mit R. Dickinson, J. G. Sweeny und J. K. Tyler)
- (1980) Formation of a bridged peroxide from thebaine and tetranitromethane; X-ray crystal structure of 8?,10?-epidioxy-8,14-dihydro-14?-nitrothebaine (mit Robert M. Allen, Chris J. Gilmore und David J. McDougall)
- (1984) Transformation of thiosulphonates into ?-sulphonyldisulphides, a new class of thioaldehyde precursors (mit Alistair Lochead und Gary Sheldrake)
- (1990) ChemInform Abstract: Stereochemistry of Enzymic Cyclization of 3-Methyl-cis,cis-muconic Acid to Form 3- and 4-Methylmuconolactone. (mit R. B. Cain und G. V. Rao)
- (1993) Thioaldehydes in Synthesis
- (1994) Isolation and identification of two novel butenolides as products of dimethylbenzoate metabolism by Rhodococcus rhodochrous N75 (mit Stefan Schmidt, R. B. Cain und G. V. Rao)
- (1997) Biosynthesis of a cyclic tautomer of (3-methylmaleyl)acetone from 4-hydroxy-3,5-dimethylbenzoate by Pseudomonas sp. HH35 but not by Rhodococcus rhodochrous N75 (mit R. B. Cain, P. Fortnagel, S. Hebenbrock und Stefan Schmidt)
- (1999) Cyclodimerisation of the 4-oxo derivative of Pummerer's ketone (mit Sandhiya Jayakumar; R.S. Kumar und Mohinder P. Mahajan)
- (2001) Dioxygenative cleavage of C-methylated hydroquinones and 2,6-dichlorohydroquinone by Pseudomonas sp HH35 (mit Stefan Schmidt)
- (2010) ChemInform Abstract: α-Alkylation of the Diels-Alder Cycloadducts of the Thioaldehyde, Ethyl Thioxoacetate. (mit Mohinder P. Mahajan und Mohammad S. Rahman)
- (2010) ChemInform Abstract: Stereochemistry of the Enzymic Lactonization of cis,cis-Muconic and 3-Methyl-cis,cis-muconic Acid (mit B. Chen, V. Raor, B. Cain)

### Herausgeber
- Elucidation of organic structures by physical and chemical methods mit K. W Bentley
- 1997, Fortschritte der Chemie organischer Naturstoffe (mit W. Herz, R. E. Moore, W. Steglich und Ch. Tamm)